# Неделчо Стойчев
Неделчо Лазаров Стойчев е български психолог, офицер, старши комисар от МВР.

## Биография
Роден е на 18 декември 1959 г. в Пловдив. Завършва психология в Софийския университет. От 1992 до 1997 г. е психолог в Института по психология на МВР. Между 1997 и 1998 г. е научен сътрудник I степен. В периода 1998 – 2009 г. е началник на сектор в Института по психология. Между 2009 и 2013 г. е директор на Института по психология. От 2014 до 2016 г. е заместник-ректор на Академията на МВР. От 2016 г.  до декември 2019 г. е ректор на Академията.